# Estación de Caracollera
Caracollera es una estación ferroviaria situada en el municipio español de Almodóvar del Campo, en la provincia de Ciudad Real, región de Castilla-La Mancha. Carece de servicios de viajeros, aunque puede ser usada como cruce de trenes.

## Situación ferroviaria
La estación se encuentra en el punto kilométrico 247,5 de la línea de ferrocarril de ancho ibérico Ciudad Real-Badajoz, entre Brazatortas-Veredas y la de Almadenejos-Almadén, a 629,23 metros de altitud. El tramo es de vía única sin electrificar.

## Historia
La estación fue inaugurada el 29 de noviembre de 1865 con la apertura del tramo Veredas-Almorchón de la línea que buscaba unir Ciudad Real con Badajoz. La Compañía de los Caminos de Hierro de Ciudad Real a Badajoz fue la impulsora de la línea y su gestora hasta el 8 de abril de 1880 fecha en la cual fue absorbida por MZA. En 1941, la nacionalización del ferrocarril en España supuso la desaparición de MZA y su integración en la recién creada RENFE. 
Desde el 31 de diciembre de 2004 Renfe Operadora explota la línea mientras que Adif es la titular de las instalaciones ferroviarias

## La estación
Se halla a 11 km de Fontanosas, pedanía de Almodóvar del Campo, siguiendo la carretera  CR-P-4162 , aunque el último tramo está sin asfaltar. El edificio de viajeros es de una sola planta y presenta ocho vanos por costado y dos en los laterales, estando algunos tapiados. Conserva, anexo al edificio, la caseta de enclavamientos.
Dicho edificio y su andén se sitúan de forma lateral a la vía. Este andén da servicio a la vía principal. Existen dos vías derivadas de apartado sin acceso a andén. Aún conserva una báscula de pesaje en una vía muerta desconectada de la red y un depósito elevado de agua para abastecer a antiguas máquinas de vapor en buen estado.